# تومی پترسکو
تومی پترسکو (انگلیسی: Tomi Petrescu؛ زادهٔ ۲۴ ژوئن ۱۹۸۶) بازیکن فوتبال اهل فنلاند است.
از باشگاه‌هایی که در آن بازی کرده است می‌توان به باشگاه فوتبال هونکا، باشگاه فوتبال تامپره یونایتد، باشگاه فوتبال آسکولی، باشگاه فوتبال هاکا، باشگاه فوتبال اینتر تورکو، باشگاه فوتبال لستر سیتی، باشگاه فوتبال ایلوس، و باشگاه فوتبال پولیتکنیک یاش اشاره کرد.
وی همچنین در تیم‌های ملی فوتبال زیر ۱۷ سال و زیر ۲۱ سال فنلاند بازی کرده است.

## دوران باشگاهی

### شروع حرفه
حرفه تومی پترسکو در بخش جوانان باشگاه باشگاه فوتبال ی‌ی‌ک ییواسکولا آغاز شد. در سال ۲۰۰۱، او به آکادمی فوتبال لسترسیتی منتقل شد. در لسترسیتی، او برای تیم آکادمی و تیم دوم چندین بار بازی کرد. او در تاریخ ۴ مه ۲۰۰۳ یک بار برای تیم اصلی در مسابقه‌ای مقابل وولورهمپتون واندررز به میدان رفت. وقتی نتوانست به اندازه کافی بازی کند، قراردادش را در پایان سال ۲۰۰۴ طی توافقی فسخ کرد.

### اینتر تورکو
در سال ۲۰۰۵، تومی پترسکو به تیمی از لیگ برتر فوتبال فنلاند، اینتر تورکو پیوست. او به سرعت جایگاه خود را در خط میانی تثبیت کرد و در طول فصل هفت گل به ثمر رساند. در فصل ۲۰۰۶، او ۲۰ بازی در لیگ انجام داد و سه گل زد.

### تامپر یونایتد
در دسامبر ۲۰۰۶، تومی پترسکو قراردادی دو ساله با باشگاه فوتبال تامپر یونایتد امضا کرد. او اعلام کرد که دلیل اصلی پیوستنش به تامپر یونایتد، سرمربی تیم، آری هیلم بوده است. سال ۲۰۰۷ برای تومی پترسکو یک موفقیت واقعی در سطح بالای وییکاوسلیگا (لیگ برتر فوتبال فنلاند) بود. او یکی از بازیکنان کلیدی بود که تیم را به سمت دومین قهرمانی متوالی در لیگ هدایت کرد. در دور دوم مقدماتی لیگ قهرمانان فصل ۲۰۰۷/۲۰۰۸، تومی پترسکو یک گل به ثمر رساند تا به تامپر کمک کند تا یک پیروزی ارزشمند یک بر صفر مقابل قهرمانان بلغاری باشگاه فوتبال لفسکی صوفیه در بازی خانگی خود کسب کند. تامپر این موفقیت را در بازی خارج از خانه تکرار کرد و به اولین تیم فنلاندی شد که یک باشگاه بلغاری را از این رقابت پرطرفدار حذف می‌کند. با این حال، فنلاندی‌ها نتوانستند به مرحله گروهی لیگ قهرمانان راه پیدا کنند، زیرا توسط تیم نروژی روزنبرگ در دور سوم مقدماتی حذف شدند.
در سال ۲۰۰۷، او به عنوان بهترین بازیکن فوتبال پیرکانما انتخاب شد.
او برای بهار ۲۰۰۹ به صورت قرضی به آسکولی منتقل شد. در آسکولی، او اولین بار در تاریخ ۷ مارس در مسابقه‌ای مقابل گروستو به میدان رفت.

### پانتراکیکوس
در ژانویه ۲۰۱۱، تومی پترسکو به تیم یونانی پانتراکیوس پیوست و قراردادی ۱٫۵ ساله امضا کرد. اما او تنها یک بار برای تیم اصلی به میدان رفت.

### هونکا
او برای فصل ۲۰۱۱–۲۰۱۲ به باشگاه فوتبال هونکا پیوست.
تومی پترسکو در فصل‌های ۲۰۱۱–۱۲ برای باشگاه فوتبال هونکا در وییکاوسلیگا ۳۲ بازی انجام داد و دو گل به ثمر رساند.

### هاگا
تومی پترسکو در سال ۲۰۱۳ به باشگاه فوتبال هاکا، از لیگ برتر فوتبال فنلاند پیوست.

### پولیتکنیک یاش
در پاییز ۲۰۱۳، او به مدت کوتاهی در تیم اول رومانی، باشگاه فوتبال پولیتکنیک یاش بازی کرد.

### ایلووس
پس از فصل ۲۰۱۳، پترسکو به ایلووس منتقل شد. او با قراردادی سه ساله به ایلوس پیوست.

### ی‌ی‌ک ییواسکولا
در تاریخ ۲۳ ژوئن ۲۰۱۶، او با قراردادی سه ساله به باشگاه فوتبال ی‌ی‌ک ییواسکولا بازگشت.

### بلک‌برد ییواسکولا
در سال ۲۰۱۹ او راهی باشگاه فوتبال بلکبرد ییواسکولا شد.

## حرفه ملی
تومی پترسکو پس از بازی در جام جهانی فوتبال زیر ۱۷ سال که در فنلاند برگزار شد، شناخته شد. او در این مسابقات دو گل از سه گل فنلاند را به ثمر رساند. وی در بازی افتتاحیه مقابل چین در این تورنمنت یک گل زد.
پترسکو به عنوان یکی از گزینه‌های مدنظر سرمربی مارکو کانروا، برای بازی در تیم ملی فوتبال زیر ۲۱ سال فنلاند برای شرکت در مسابقات جام ملت‌های اروپای زیر ۲۱ سال نامزد شد، اما یک ماه قبل از تورنمنت دچار مصدومیت و مجبور به کناره‌گیری شد.

## زندگی شخصی
پدر تومی پترسکو اهل رومانی است. او یک برادر بزرگتر به نام اشتفان پترسکو نیز دارد که او هم بازیکن فوتبال است.